# Timothy Snyder
Timothy David Snyder (Dayton, 1969. augusztus 18. –) Közép- és Kelet-Európa újkori történelmére szakosodott amerikai történész, állandó munkatárs a Yale Egyetemen, valamint a Bécsi Humán Tudományok Intézetében. Számos könyvet írt, köztük a Bloodlands: Europe Between Hitler and Stalin és On Tyranny: Twenty Lessons from the Twentieth Century című bestsellereket. A holokauszt szakértője, az Egyesült Államok Holokauszt Emlékmúzeumának Lelkiismereti Bizottságának tagja. Tagja a Külkapcsolatok Tanácsának is.

## Családja és tanulmányai
Christine Hadley Snyder tanár, könyvelő és háziasszony, valamint Estel Eugene Snyder állatorvos fiaként született. Snyder szülei 1963-ban egy kvéker ceremónián házasodtak össze Ohióban, édesanyja pedig tevékenyen részt vett családi farmja, mint kvéker történelmi helyszín megőrzésében. Snyder a Centerville High Schoolban érettségizett.
1995-ben szerezte meg történelemből és politológiából Bachelor of Arts fokozatát a Brown Egyetemen, a filozófia doktori fokozatát pedig modern történelemből 1995-ben az Oxfordi Egyetemen Timothy Garton Ash és Jerzy Jedlicki felügyelte. 1991 és 1994 között Marshall-ösztöndíjas volt az oxfordi Balliol College-ban.

## Pályafutása
Snyder 1994 és 1995 között a párizsi Francia Nemzeti Tudományos Kutatási Központban, 1996-ban a bécsi Institut für die Wissenschaften vom Menschenben, 1997-ben a Harvard Egyetem Olin Stratégiai Tanulmányok Intézetében volt ösztöndíjas, és 1998 és 2001 között akadémiai ösztöndíjas volt a Harvard Egyetem Weatherhead Nemzetközi Ügyek Központjában.
Oktató volt a College of Europe Natolin Campusán, a Baron Velge tanszéken az Université libre de Bruxelles-en, a Cleveringa tanszéken a Leideni Egyetemen, a Philippe Romain tanszéken a London School of Economics-on, és 2013-ban René Girard oktató a Stanford Egyetemen. Mielőtt elvállalta volna a Richard C. Levin történelemprofesszori tisztséget, Snyder "Bird White Housum" történelemprofesszor volt a Yale Egyetemen.
Tagja az Egyesült Államok Holokauszt Emlékmúzeuma Lelkiismereti Bizottságának. 2020. szeptember 25-én beválasztották a „Real Facebook Oversight Board” 25 tagja közé, amely egy független megfigyelőcsoport a Facebookon. A Journal of Modern European History és a East European Politics and Societies szerkesztőbizottságában dolgozik.
A 2013–2014-es tanévben a Philippe Roman Chair Nemzetközi Történelem Tanszékét töltötte be a London School of Economics and Political Science-en.

## Művei

### Korai munkái
Snyder első könyve az 1998-as Nationalism, Marxism, and Modern Central Europe: A Biography of Kazimierz Kelles-Krauz volt. Ez egy tanulmány a nacionalizmusról Kazimierz Kelles-Krauz lengyel gondolkodó életének elemzésén keresztül.
A 2003-ban megjelent The Reconstruction of Nations: Poland, Ukraine, Lithuania, Belarus, 1569-1999 több kelet-közép-európai ország elmúlt néhány száz éves történetére fókuszál.
2005-ben kiadta a Sketches from a Secret War: A Polish Artist's Mission to Liberate Soviet Ukraine című művét. Ez a könyv egy tanulmány a Második Lengyel Köztársaság és Szovjet-Ukrajna két világháború közötti történetéről Henryk Józewski életének prizmáján keresztül.
2008-ban kiadta The Red Prince: The Secret Lives of a Habsburg Archduke című könyvét. A könyv Wilhelm von Habsburg életének elemzése.
Tizenöt könyvet írt és kettőt társszerkesztett. Azt mondja, hogy öt európai nyelvet beszél és tízet olvas. Ez lehetővé teszi számára, hogy kutatásai során felhasználja a németországi és közép-európai elsődleges és levéltári forrásokat. Hangsúlyozta, hogy ahhoz, hogy részt vegyen egy ilyen transznacionális történelemben, nagyon fontos más nyelvek ismerete, mondván: "Ha nem tudsz oroszul, nem igazán tudod, miről maradsz le."

### Bloodlands
2010-ben Snyder kiadta a Bloodlands: Europe Between Hitler and Stalin című művét. A Bloodlands bestseller volt és 20 nyelvre fordították le. A 2016-ban Luka Lisjak Gabrijelčič szlovén történésszel adott interjúban Snyder úgy jellemezte a könyvet, mint a nemzeti történelem korlátainak leküzdését az 1930-as és 1940-es években Kelet-Európában elkövetett politikai bűncselekmények magyarázatában:
A Bloodlands lényege az volt, hogy nem vettünk észre jelentős eseményt az európai történelemben: azt, hogy 13 millió civilt gyilkoltak meg politikai okokból egy meglehetősen szűk helyen, rövid idő alatt. A könyv kérdése ez volt: "Hogyan történhetett ez meg?" Történetünk van a szovjet terrorról, a holokausztról, az ukrán éhínségről, a civilek elleni német megtorlásokról. De ezek a bűncselekmények rövid időn belül ugyanazokon a helyeken történtek, miért ne kezelhetnénk őket egyetlen eseményként és néznénk meg, hogy egyesíthetők-e egy értelmes narratíva alatt.
A Bloodlands kritikustól az "elragadtatott"ig terjedő kritikákat kapott. E recenziók értékelése során Jacques Sémelin (francia történész, politológus) azon könyvek egyikeként írta le, amelyek „megváltoztatják azt, ahogyan a történelem egy időszakára tekintünk”. Sémelin megjegyezte, hogy egyes történészek bírálták az események időrendi felépítését, az önkényes földrajzi elhatárolást, a Snyder által az áldozatokra és az erőszakra vonatkozó számokat, valamint a különböző szereplők közötti interakciókra való összpontosítás hiányát. Omer Bartov azt írta, hogy "a könyv nem ad fel új bizonyítékokat és nem hoz fel új érveket", és egy rendkívül kritikus kritikában Richard Evans azt írta, hogy az ok-okozati érvek hiánya miatt "Snyder könyve nem hasznos", hogy Snyder "nem igazán sajátította el a hitleri Németországról szóló terjedelmes irodalmat", ami "sok helyen tévedésbe viszi" a Harmadik Birodalom politikáját illetően. Másrészt Wendy Lower azt írta, hogy ez egy „mesteri szintézis”, John Connelly „a legmagasabb szintű erkölcsileg megalapozott tudományosságnak”, Christopher Browning pedig „lenyűgözőnek” nevezte. A Contemporary European History folyóirat 2012-ben külön fórumot adott ki a könyvről, amelyen Mark Mazower brit történész, Dan Diner, Thomas Kühne és Jörg Baberowski német történészek ismertetői, valamint Snyder bevezetője és válasza szerepelt.

### Későbbi munkák
Snyder 2012-es Thinking the Twentieth Century című könyvét Tony Judttal közösen írta, miközben Judt az ALS-betegség késői szakaszában volt. A könyv elsősorban Judt anyagán alapul, Snyder szerkesztette. Bemutatja Judt nézetét a huszadik század történetéről.
Snyder 2015-ben adta ki a Black Earth: The Holocaust as History and Warning című könyvét. A holokausztra "radikálisan új magyarázatot" kínáló könyv vegyes kritikákat kapott.
2017-ben kiadta az On Tyranny: Twenty Lessons from the Twentieth Century című rövid könyvet arról, hogyan lehet megakadályozni, hogy egy demokrácia zsarnoksággá váljon, és az Egyesült Államok modern politikájára és az általa „Amerika önkényuralmi irányába történő fordulására” összpontosít. A könyv 2017-ben vezette a The New York Times bestseller-listáját a puhafedeles ismeretterjesztő könyvek listáján, és még 2021-ben is a bestseller-listákon maradt.
2018-ban megjelentette a The Road to Unfreedom: Russia, Europe, America című művét. Ez a könyv a nyugati demokráciák befolyásolására tett orosz kísérleteket, valamint Ivan Iljin filozófus Vlagyimir Putyin orosz elnökre és általában az Orosz Föderációra gyakorolt hatását vizsgálja.
In 2020, he published a book on the American health care system, Our Malady.
Snyder esszéket publikált olyan kiadványokban, mint az International Herald Tribune, a The Nation, Foreign Affairs, a New York Review of Books, The New York Times, a The Times Literary Supplement, a The New Republic, az Eurozine, a Tygodnik Powszechny, a Chicago Tribune és a The Christian Science Monitor.

## Nézetei
Bár Snyder elsősorban a 20. századi kelet-európai történelem tudósa volt, a 2010-es évek közepén kezdett érdeklődni a kortárs politika, egészségügy és oktatás iránt. 2021 januárjában azt mondta, hogy a történelem állítólagos posztszovjet vége óta a történelem és a bölcsészettudományok tanszékeinek pénztelenítése egy olyan társadalom kialakulásához vezetett, amely nem rendelkezik "koncepciókkal és hivatkozásokkal" vagy strukturális eszközökkel az olyan erodáló tényezők megvitatásához, mint a populizmus modern formái.

### Nézetek Putyinról

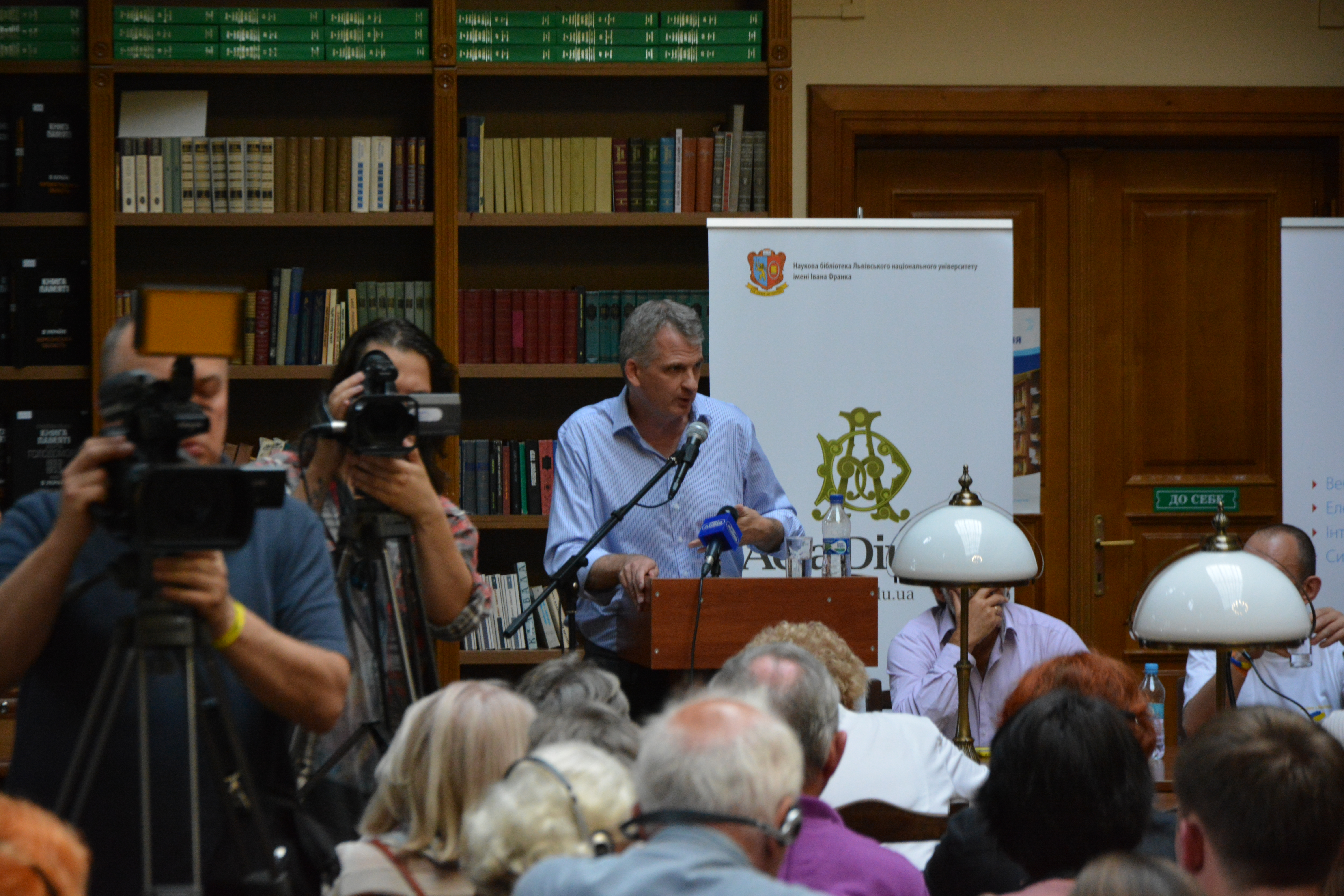
Snyder Lviv-ben, Ukrajna, 2014 szeptember.

Oroszország 2022-es ukrajnai inváziója és energia-infrastruktúrájának bombázása óta Snyder sokat beszél és ír Ukrajna történelméről és a demokrácia szempontjából világszerte betöltött fontosságáról, az invázió katasztrofális geopolitikai hatásairól, valamint arról, hogy más nemzetek és egyéneket, hogy kiálljanak az adott államhoz tartozó terület védelméért. Snyder azt mondta: "Az a tény, hogy demokráciák léteznek nálunk, az egyfajta figyelemre méltó", hogy a demokrácia azt jelenti, hogy "a népnek uralkodnia kell, és uralkodnia kell", óva intve attól, hogy nagyobb történelmi erőkre hagyatkozzon a demokrácia megteremtésében.
Snyder 12,5 millió dolláros közösségi finanszírozást indított Ukrajna légvédelmének fejlesztésére. Snyder szerint csak úgy lehet véget vetni a háborúnak, ha Putyin Oroszországa „győz a vesztességgel”, mert csak Ukrajna nyerése esetén lesz lehetséges, hogy a diktátor elhagyja a helyszínt, és az ország elindítson egy demokratikus folyamatot, amely maga Oroszország számára előnyös. Snyder szerepel azon 200 amerikai listáján, akiknek az orosz kormány által 2022 novemberében bejelentett szankciói alapján megtiltották az orosz területre való belépést.
2015-ben Snyder előadássorozatot tartott Kijevben, Dnyiproban és Harkovban. Az ukrán nyelven elhangzott előadások nyilvánosak voltak, és Snyder történelmi kutatásaira, valamint a mai ukrajnai politikai helyzetre összpontosítottak.
A The Road to Unfreedom című művében Snyder azzal érvel, hogy Vlagyimir Putyin oroszországi kormánya tekintélyelvű, és retorikájában fasiszta eszméket használ. Snyder 2018 decemberében egy kelet-európai történész kollégával, John Connelly-vel folytatott beszélgetés során ezt skizofasizmusnak nevezte:
|  | „ A fasiszta eszmék egy történelmi pillanatban érkeztek Oroszországba, három generációval a második világháború után, amikor az oroszok nem gondolhatják magukat fasisztának. A háború teljes jelentése a szovjet oktatásban egy antifasiszta harc volt, ahol az oroszok a jók oldalán állnak, a fasiszták pedig az ellenségek. Tehát ott van ez a furcsa üzlet, amit a könyvben „skizo-fasizmusnak” nevezek, ahol az emberek, akik maguk is egyértelműen fasiszták, másokat fasisztának neveznek.” |
|  | |

Snyder párhuzamot vont Hitler területi terjeszkedésre vonatkozó indoklása és Putyin indoklása között. Megjósolta Oroszország Krím invázióját, és konkrét inváziós fenyegetéseket vázolt fel a New York Times 2014. február 3-i „Ne hagyd, hogy Putyin megragadja Ukrajnát” című közleményében, és kijelentette, hogy Putyin retorikája a plágium erejéig hasonlít Hitleréhez. azt állította, hogy a szomszédos demokrácia valahogy zsarnoki, mindketten a kisebbségi jogok képzeletbeli megsértésére hivatkoztak, mint indokot a behatolásra, mindketten azzal érveltek, hogy a szomszédos nemzet valójában nem létezik, és állama illegitim.
Marlène Laruelle, a George Washington Egyetem kutatóprofesszora megjegyezte, hogy:
 [Snyder] állításával ellentétben a Kreml nem a náci Németország által ihletett ideológiai világban él, hanem egy olyan világban, amelyben még mindig a jaltai évtizedek, a Gorbacsov-Jelcin évek és a Szovjetunió összeomlása jelentik a fő történelmi referenciákat és traumákat. 
Laruelle "torzításokkal, pontatlanságokkal és szelektív értelmezésekkel" vádolta Snydert.
2023. március 14-én Snyder tájékoztatta az Egyesült Nemzetek Biztonsági Tanácsát az Oroszország által összehívott ülésen, hogy foglalkozzon a russzofóbiával. Snyder elmondta, hogy a „russzofóbia” kifejezést Oroszország az ukrajnai háborús bűneinek igazolására használta, és hogy az oroszoknak és az orosz kultúrának okozott károk elsősorban Moszkva saját politikáinak és cselekedeteinek tudhatók be, amelyek az inváziót követően az orosz kivándorlás ösztönzését, elnyomását eredményezték. a független média, a kulturális javak és nevezetességek elleni támadások, valamint az oroszul beszélők és állampolgárok tömeges meggyilkolása. Miután az orosz képviselő, Vaszilij Nebenzja megtámadta, Snyder Putyin Ukrajna létezését tagadó kijelentéseire hivatkozott.

### Nézetek Ukrajnáról
Snyder hat könyvet írt Ukrajnáról, és 2022-ben az orosz-ukrán háború eredetének és lefolyásának ismertetésére a nagyközönség számára elérhetővé tette The Making of Modern Ukraine című Yale-előadássorozatát a YouTube-on. egy podcast sorozat a tantervvel és az olvasmánylistával együtt. A tanfolyamot 2022 novemberéig több millióan nézték meg. Beszélt és írt a háborúról a sajtóban, valamint történelmet és kommentárokat tesz közzé Substack platformján „Thinking About…”-ként.
Olena Zelenszka, Ukrajna "First Lady"-je találkozott Snyderrel, hogy az ukránok mentális egészségéről és ellenálló képességéről tárgyaljon a jaltai Európai Stratégia 2023. szeptemberi éves találkozóján. "@olena_zelenska: Olena Zalenska on Healing Ukraine: Rehabilitation and Mental Health at YES 2023" (Tweet)

### Nézetek Trump elnökségéről
Arra a kérdésre 2017 elején, hogy a Trump-adminisztráció napirendje hogyan viszonyul Adolf Hitler hatalomra jutásához, Snyder azt mondta, hogy a történelem "nem ismétlődik. De példákat és mintákat kínál, és ezáltal bővíti a képzeletünket és több lehetőséget teremt a várakozásra és az ellenállásra."
2017 májusában a Salonnak adott interjújában arra figyelmeztetett, hogy a Trump-kormányzat megpróbálja felforgatni a demokráciát a szükségállapot kihirdetésével és a kormány teljes irányítása alá vonását, hasonlóan a Reichstag felgyújtásához: "nagyjából elkerülhetetlen, hogy megpróbálják". Snyder szerint "Trump kampánya az Egyesült Államok elnökségéért alapvetően orosz hadművelet volt." Snyder arra is figyelmeztetett, hogy Trump hazugságai zsarnoksághoz vezetnek.
2021 januárjában Snyder az Egyesült Államok Capitoliumának ostromára reagálva publikált egy esszét a New York Times-ban a GOP jövőjéről, amelyben Trumpot és "felhatalmazóit", Ted Cruz és Josh Hawley szenátorokat hibáztatta a választási csalással kapcsolatos állításaik által szított felkelésért, és azt írja, hogy "a megtörőknek még erősebb okuk van arra, hogy Trump eltűnését lássák: lehetetlen örökölni valakitől, aki még mindig ott van. Trump nagy hazugságának megragadása támogatási gesztusnak tűnhet. Valójában egy kívánságot fejez ki politikai haláláért.”

## Magánélete
2005-ben Snyder feleségül vette Marci Shore-t, a Yale Egyetem európai kulturális és szellemi történelem professzorát. A párnak két közös gyermeke van.
2019 decemberében súlyosan megbetegedett egy sor orvosi téves diagnózist követően. A koronavírus-járványból való lábadozás során írta az Our Malady: Lessons in Liberty from a Hospital Diary, az USA profitorientált egészségügyi rendszerének problémáiról és a koronavírus-reakció eddigi eredményeiről.

## Díjai
- 2023 The Robert B. Silvers Prize for Journalism (Silvers-Dudley Prize(wd))[94]
- 2022 All European Academies(wd) Madame de Staël Prize[95]
- 2017 Prize of the Foundation for Polish Science, a legmagasabb tudományos kitüntetés Lengyelországban
- 2015 The VIZE 97 Prize from the Václav Havel Foundation
- 2015 Carnegie Fellowship
- 2014 Antonovych prize
- 2013 Hannah Arendt Prize for Political Thought for Bloodlands: Europe Between Hitler and Stalin (Basic Books, 2010)
- 2012 Prakhin International Literary Award a holokausztról és a sztálinista elnyomásról szóló igazságért kitüntetés a Bloodlands: Europe Between Hitler and Stalin-ért (Basic Books, 2010)
- 2012 Kazimierz Moczarski Historic Award for Bloodlands: Europe Between Hitler and Stalin
- 2012 Leipzig Book Award for European Understanding
- 2012 Literature Award from the American Academy of Arts and Letters
- 2011 Ralph Waldo Emerson Award by the Phi Beta Kappa Society
- 2003 George Louis Beer Prize for The Reconstruction of Nations: Poland, Ukraine, Lithuania, Belarus, 1569-1999
- Lithuanian Diplomacy Star
- Polish Bene Merito honorary badge,
- Officer's Cross of the Order of Merit of the Republic of Poland (A Lengyel Köztársasági Érdemrend tiszti keresztje)
- Estonian Order of the Cross of Terra Mariana Class III.

## Válogatott művei
- Nationalism, Marxism, and Modern Central Europe: A Biography of Kazimierz Kelles-Krauz (Harvard University Press, 1998). ISBN 978-0-19-084608-4
- Wall Around the West: State Power and Immigration Controls in Europe and North America (Rowman and Littlefield, 2000). Co-edited with Peter Andreas. ISBN 978-0-7425-0178-2
- The Reconstruction of Nations: Poland, Ukraine, Lithuania, Belarus, 1569-1999 (Yale University Press, 2003) ISBN 978-0-300-09569-2
- Sketches from a Secret War: A Polish Artist's Mission to Liberate Soviet Ukraine (Yale University Press, 2005) ISBN 978-0-300-12599-3
- The Red Prince: The Secret Lives of a Habsburg Archduke (Basic Books, 2008) ISBN 978-0-465-01897-0
- Bloodlands: Europe Between Hitler and Stalin (Basic Books, 2010) ISBN 978-0-465-03147-4
- Thinking the Twentieth Century With Tony Judt. (Penguin, 2012) ISBN 978-0-14-312304-0
- Black Earth: The Holocaust as History and Warning (Penguin, 2015) ISBN 978-1-101-90347-6
- On Tyranny: Twenty Lessons from the Twentieth Century (Penguin, 2017) ISBN 978-0-8041-9011-4
  - On Tyranny Graphic Edition: Twenty Lessons from the Twentieth Century (Ten Speed Press) ISBN 978-1-9848-5915-0
- The Road to Unfreedom: Russia, Europe, America (Penguin, 2018) ISBN 978-0-525-57447-7
- Our Malady: Lessons in Liberty from a Hospital Diary (Penguin, 2020) ISBN 978-0-593-23889-9

### Magyarul
- Véres övezet. Európa Hitler és Sztálin szorításában (Bloodlands) – Park, Budapest, 2012 · ISBN 9789635309801 · Fordította: Szántó Judit
- A vörös herceg. Egy Habsburg főherceg titkos életei (The Red Prince) – Park, Budapest, 2015 · ISBN 9789633550847 · Fordította: Szántó Judit
- Fekete föld. A holokauszt: múlt és fenyegető jövő (Black Earth) – XXI. Század, Budapest, 2016 · ISBN 9786155373886 · Fordította: Soproni András
- A zsarnokságról. Húsz lecke a huszadik századból (On Tyranny) – XXI. Század, Budapest, 2017 · ISBN 9786155638770 · Fordította: L'Homme Ilona
- A szabadság felszámolása. Oroszország, Európa, Amerika (The Road to Unfreedom) – XXI. Század, Budapest, 2019 · ISBN 9786155915116 · Fordította: L'Homme Ilona
- Tony Judt–Timothy Snyder: Gondolatok a 20. századról. Beszélgetőkönyv; ford. Hahner Péter, Nemes Krisztina; Rubicon Intézet, Bp., 2023

## Fordítás
- Ez a szócikk részben vagy egészben  a   Timothy D. Snyder című angol Wikipédia-szócikk fordításán alapul.  Az eredeti cikk szerkesztőit annak laptörténete sorolja fel. Ez a jelzés csupán a megfogalmazás eredetét és a szerzői jogokat jelzi, nem szolgál a cikkben szereplő információk forrásmegjelöléseként.